# Mosiera ophiticola
Mosiera ophiticola är en myrtenväxtart som först beskrevs av Nathaniel Lord Britton och Percy Wilson, och fick sitt nu gällande namn av Johannes Bisse. Mosiera ophiticola ingår i släktet Mosiera och familjen myrtenväxter. Inga underarter finns listade i Catalogue of Life.